# Allotrichoma lateralis
Allotrichoma lateralis är en tvåvingeart som beskrevs av Friedrich Hermann Loew 1860. Allotrichoma lateralis ingår i släktet Allotrichoma och familjen vattenflugor. Inga underarter finns listade i Catalogue of Life.